# Vix (Vandea)
Vix è un comune francese di 1 789 abitanti situato nel dipartimento della Vandea nella regione dei Paesi della Loira.

## Società

### Evoluzione demografica
Abitanti censiti